# Servette FC Genève
Servette FC is een Zwitserse voetbalclub uit Genève en het gelijknamige Franstalige kanton. De club is na Grasshopper-Club Zürich de succesvolste van het land. Tot 2005 speelde de club onafgebroken in de hoogste klasse en was daar toen koploper met 105 seizoenen. In de winterstop van het seizoen 2004/2005 ging de voetbalvereniging failliet, maar de club werd heropgericht. Sindsdien was de club op verschillende niveaus actief.

## Geschiedenis

### Begin
De club werd opgericht op 20 maart 1890, het speelde in die tijd nog voornamelijk rugby op en ruw veld "Pré Wendt". Het speelde dan nog op een ander veld in de buurt van "Prairie" voordat ze verhuisden naar het "Plaine de Plainpalais" dat in die tijd nog buiten Genève lag. In 1896 lag de club twee jaar stil door de wereldtentoonstelling, wanneer de activiteiten werden hervat in 1898 kon de club bijna geen tegenstanders meer vinden om rugby tegen te spelen. Men besluit in 1899 de voetbalafdeling op te richten en werden in 1900 lid van de "ASF". Doordat er snel veel clubs bij kwamen was er een tekort aan speelvelden en verhuisde de club vervolgens naar "Garance" en later in 1901 naar het Parc des Sports gelegen bij Pré Cayla ze delen op dat moment de locatie met "Tennis-Club de Genève" en voetbalclub "Stellula". In die tijd werden er verschillende fabrieken gebouwd in de buurt.

### Eindronde tijdperk
Servette speelde in 1900/01 voor het eerst in de hoogste klasse, die toen nog in verschillende reeksen opgedeeld was. In het vierde seizoen werd les Grenats groepswinnaar en plaatste zich zo voor het eerst voor de finale om de Zwitserse landstitel. De club speelde gelijk tegen latere kampioen FC St. Gallen en verloor van Old Boys Basel. Twee seizoenen later slaagde Servette er opnieuw in zich te plaatsen en verloor eerst van FC Winterthur, maar werd wel vicekampioen door Young Boys Bern met 4-1 te verslaan. Het volgende seizoen was het eindelijk raak voor de club. Servette had FC Basel met 5-1 verslagen en Young Fellows Zürich had Basel met 3-2 aan de kant gezet. Het aantal doelpunten telde in die tijd nog niet, dus de ploeg uit Genève had niet genoeg aan een gelijkspel om de landstitel binnen te halen. Na 90 minuten stond de 0 nog op het bord, dus kwamen er verlengingen waarin Servette scoorde en zo zich zo voor het eerst tot landskampioen mocht kronen. In 1909/10 bereikte de club opnieuw de finale, maar moest opnieuw genoegen nemen met een tweede plaats. Het volgende seizoen eindigde Servette samen met Cantonal Neuchâtel bovenaan en moest een testwedstrijd spelen om te bepalen wie naar de eindronde mocht. Servette won met 11-1 en plaatste zich. In de finale liep het echter helemaal mis tegen de Young Boys en FC Zürich. Ook het volgende seizoen kon de club geen enkele wedstrijd winnen in de finaleronde tegen FC Aarau en Etoile La Chaux-de-Fonds. De volgende twee seizoenen plaatste de club zich niet en in 1914/15 verloor de club in de eindstrijd van Brühl St. Gallen.
In 1917/18 won Servette twaalf van de veertien groepswedstrijden en plaatste zich zo opnieuw voor de eindronde waar het met duidelijk cijfers won van de Young Boys en St. Gallen en zo voor de tweede keer landskampioen werd. Ook de volgende drie seizoenen plaatste men zich voor de eindstrijd, maar kon de titel niet winnen. De derde landstitel volgde in 1921/22 en ook in 1925 en 1926 werd de club landskampioen. In 1926/27 kon de club zich voor de tiende opeenvolgende keer plaatsen voor de finaleronde, maar slaagde hier uiteindelijk niet in. FC Biel-Bienne had één puntje meer in de groepsfase. Ook de volgende seizoenen kon Servette zich niet plaatsen. In 1929/30 plaatsten zich voor het eerst twee clubs per groep zich voor de finale. Les Grenats won alle wedstrijden en werd opnieuw kampioen.
In 1930 werd een nieuw stadion in gebruik genomen namelijk het Stade des Charmilles, er werd een vriendschappelijk toernooi georganiseerd met buitenlandse clubs zoals Club Brugge, Slavia Praag, Újpest FC verder deden er nog clubs mee uit Nederland, Spanje, Frankrijk en Oostenrijk.
Het volgende seizoen werd de competitie ingekrompen en de club eindigde samen met Etoile La Chaux-de-Fonds op een zevende plaats en moest een play-off spelen om degradatie te vermijden; Servette won met 5-1 en bleef in de hoogste klasse. Twee jaar later vierde de club alweer een nieuwe titel. Deze werd echter pas in extremis afgedwongen na een play-off tegen de Grasshoppers.

### 1933-2005
In 1933/34 werd voor het eerst de moderne competitie georganiseerd die slechts uit één reeks bestond. Voor een aantal clubs die al jaren meedraaiden in de hoogste klasse werd dit uiteindelijk de doodsteek, maar Servette bleef overeind en won opnieuw de titel. Het volgende seizoen werd Lausanne Sports met één punt voorsprong op Servette kampioen en daarna zakte de club weg in de middenmoot tot 1939/40 toen de club 19 van de 22 wedstrijden won en 13 punten voorsprong telde op eerste achtervolger FC Grenchen. Voor een volgende titel moest de club tot 1945/46 wachten. De club streed met FC Lugano voor de titel, maar behaalde uiteindelijk één puntje meer. Na enkele seizoenen subtop werd in 1949/50 opnieuw de titel gewonnen. De volgende seizoenen slaagde de club er niet in om in de top drie te eindigen en zakte zelfs weg in de middenmoot. Ondanks een zesde plaats in 1955/56 werd Servette en niet kampioen FC La Chaux-de-Fonds de allereerste club die aan de Europacup I zou deelnemen. Latere winnaar Real Madrid maakte de alpenploeg echter met de grond gelijk.
totdat Servette in 1960/61 autoritair kampioen werd met 23 gewonnen wedstrijden van de 26. De tweede Europese campagne verliep al iets beter met twee overwinningen tegen het bescheiden Hibernians Paola uit Malta en één overwinning tegen AS Dukla Praag, maar in de returnwedstrijd werd Servette uitgeschakeld. De titel kon geprolongeerd worden, maar daarna moest de club enkele jaren wachten. Na een vijfde, vierde, derde en tweede plaats volgde helaas geen eerste plaats maar opnieuw een vijfde plaats. In 1967 bereikte de club wel de kwartfinale van de Europacup II. In de competitie moest de club nu genoegen nemen met middenmootplaatsen. Pas in 1973/74 eindigde de club weer in de top drie. Twee seizoenen later werd de club vicekampioen achter Zürich.
In 1976/77 wijzigde de competitiestructuur. Na de heen- en terugronde speelden de zes best geklasseerden nog een play-off. Servette eindigde bovenaan in de reguliere competitie met twee punten voorsprong op Basel, maar in de play-off maakte Basel de achterstand goed en beide teams moesten een beslissende wedstrijd spelen om de titel die Basel met 2-1 won. Het volgende seizoen werd Servette vicekampioen met één punt achterstand op de Grasshoppers en in 1978/79 werd opnieuw de landstitel behaald. In de groepsfase eindigde FC Zürich nog met twee punten boven Servette, maar in de play-off liet de club het helemaal afweten waardoor Servette comfortabel met zes punten voorsprong kampioen werd. In de Europacup II bereikte de club datzelfde seizoen de kwartfinale waarin het uitgeschakeld werd door Fortuna Düsseldorf door de regel dat uitdoelpunten dubbel tellen. Het volgende seizoen werd weer de groepswinst gepakt, maar liet de club het daarna afweten. Hierna werd dit competitiemodel enkele jaren in de ijskast gestoken. Na een zevende plaats werd de club twee keer tweede en in 1983/84 gedeeld eerste met de Grasshoppers, maar Servette verloor de play-off na verlengingen met 1-0. Het seizoen erop werd de club voor de vijftiende keer landskampioen. In 1987 werd opnieuw het competitiemodel met play-offs gebruikt. Servette werd zevende met acht punten achterstand op Neuchâtel Xamax en plaatste zich voor de finaleronde waar het verrassend als tweede eindigde met twee punten achterstand op Xamax. De volgende vier seizoenen speelde de club geen rol van betekenis. Daarna eindigde de club weer als derde en in 1993/94 werd een nieuwe titel behaald, onder leiding van de Joegoslavische trainer-coach Ilija Petković. Het volgende seizoen eindigde les Grenats slechts met één puntje boven de degradatiezone. En ook de seizoenen erna kon Servette niet overtuigen. Vanaf 1997/98 ging het weer beter en in 1999 werd de club voor de zeventiende en tot dusver laatste keer landskampioen. In 2001/02 schakelde het in de UEFA Cup grote clubs als Real Zaragoza en Hertha BSC Berlin uit alvorens door Valencia CF gestopt te worden. In de competitie kon de club niet meer overtuigen. In 2003/04 werd Servette derde met 33 punten achterstand op kampioen Basel en speelde zo voor de laatste keer tot nu toe Europees, maar werd al in de kwalificatie uitgeschakeld. Het volgende seizoen ging de club failliet tijdens de winterstop en speelde de terugronde niet meer.

### Roerige tijden
Servette ging opnieuw van start in de 1. Liga (derde klasse). De club werd autoritair kampioen en stootte in de beker door tot de kwartfinales totdat Winterthur de club uitschakelde. In de eindronde om promotie versloeg de club eerst FC Herisau en in de finale stadsrivaal Urania Genève Sport. Servette kon niet meteen doorstoten naar de hoogste klasse en werd slechts zevende.
Servette FC eindigde in het seizoen 2010/2011 in de Challenge League als nummer twee op de ranglijst. Pas op de laatste speeldag kon Servette zich hiervan te verzekeren, omdat ook FC Lugano en FC Vaduz uit Liechtenstein nog kans maakten op de tweede plaats. De tweede plaats geeft recht op play-offs (Barrage) tegen de nummer negen van de Super League. De uitwedstrijd tegen AC Bellinzona werd in het slot nipt verloren (1-0). Echter in de thuiswedstrijd won Servette met 3-1 tegen de club uit de Italiaanse taalregio en verzekerde zich daarmee in het seizoen 2011/2012 een plaatsje in de Super League. In februari 2012 ging de club in surseance van betaling en in mei werd maar net een nieuw faillissement vermeden. De financiële malaise ging gepaard met slechte sportieve resultaten, want in het seizoen 2012/2013 degradeerde Servette uit de Super League en twee seizoenen later zelfs ook uit de Challenge League.
Uit geslagen positie kwam Servette FC terug en kroonde zich in 2015/2016 meteen tot kampioen in de Promotion League, het derde niveau. Daarna behaalde de ploeg twee keer een derde plaats in de Challenge League, maar in het seizoen 2018/2019 was het zover: Servette werd kampioen van het tweede niveau en keerde daarmee weer terug bij de elite.

## Erelijst
| Internationaal                                          |     | |
| Alpencup                                                | 4x  | 1973, 1975, 1976, 1978                                                                               |
| Torneo Internazionale Stampa Sportiva                   | 1x  | 1908                                                                                                 |
| Tournoi du Nouvel An du Stade Français et Club Français | 1x  | 1925                                                                                                 |
| Nationaal                                               |     | |
| Zwitsers landskampioenschap                             | 17x | 1907, 1918, 1922, 1925, 1926, 1930, 1933, 1934, 1940, 1946, 1950, 1961, 1962, 1979, 1985, 1994, 1999 |
| Schweizer Cup                                           | 8x  | 1928, 1949, 1971, 1978, 1979, 1983, 2001, 2024                                                       |
| Schweizer Ligacup                                       | 3x  | 1977, 1979, 1980                                                                                     |
| Challenge League                                        | 1x  | 2019                                                                                                 |

## Eindklasseringen
- 1946 1e
Nationalliga A
- 1947 5e
Nationalliga A
- 1948 5e
Nationalliga A
- 1949 4e
Nationalliga A
- 1950 1e
Nationalliga A
- 1951 6e
Nationalliga A
- 1952 6e
Nationalliga A
- 1953 4e
Nationalliga A
- 1954 5e
Nationalliga A
- 1955 6e
Nationalliga A
- 1956 4e
Nationalliga A
- 1957 8e
Nationalliga A
- 1958 8e
Nationalliga A
- 1959 9e
Nationalliga A
- 1960 7e
Nationalliga A
- 1961 1e
Nationalliga A
- 1962 1e
Nationalliga A
- 1963 5e
Nationalliga A
- 1964 4e
Nationalliga A
- 1965 3e
Nationalliga A
- 1966 2e
Nationalliga A
- 1967 5e
Nationalliga A
- 1968 11e
Nationalliga A
- 1969 8e
Nationalliga A
- 1970 7e
Nationalliga A
- 1971 7e
Nationalliga A
- 1972 8e
Nationalliga A
- 1973 4e
Nationalliga A
- 1974 3e
Nationalliga A
- 1975 7e
Nationalliga A
- 1976 2e
Nationalliga A
- 1977 4e
Nationalliga A
- 1978 2e
Nationalliga A
- 1979 1e
Nationalliga A
- 1980 3e
Nationalliga A
- 1981 7e
Nationalliga A
- 1982 2e
Nationalliga A
- 1983 2e
Nationalliga A
- 1984 2e
Nationalliga A
- 1985 1e
Nationalliga A
- 1986 9e
Nationalliga A
- 1987 4e
Nationalliga A
- 1988 2e
Nationalliga A
- 1989 8e
Nationalliga A
- 1990 9e
Nationalliga A
- 1991 7e
Nationalliga A
- 1992 5e
Nationalliga A
- 1993 3e
Nationalliga A
- 1994 1e
Nationalliga A
- 1995 10e
Nationalliga A
- 1996 7e
Nationalliga A
- 1997 9e
Nationalliga A
- 1998 2e
Nationalliga A
- 1999 1e
Nationalliga A
- 2000 6e
Nationalliga A
- 2001 5e
Nationalliga A
- 2002 4e
Nationalliga A
- 2003 6e
Nationalliga A
- 2004 3e
Super League
- 2005 10e
Super League
- 2006 1e
1. Liga
- 2007 7e
Challenge League
- 2008 8e
Challenge League
- 2009 13e
Challenge League
- 2010 4e
Challenge League
- 2011 2e
Challenge League
- 2012 4e
Super League
- 2013 10e
Super League
- 2014 5e
Challenge League
- 2015 2e
Challenge League
- 2016 1e
Promotion League
- 2017 3e
Challenge League
- 2018 3e
Challenge League
- 2019 1e
Challenge League
- 2020 4e
Super League
- 2021 3e
Super League
- 2022 6e
Super League
- 2023 2e
Super League
- 2024 3e
Super League

- Niveau 1
- Niveau 2
- Niveau 3

## Resultaten per seizoen
| Seizoen   | №  | Clubs | Divisie          | Duels | Winst | Gelijk | Verlies | Doelsaldo | Punten | Tsch   |
| --------- | -- | ----- | ---------------- | ----- | ----- | ------ | ------- | --------- | ------ | ------ |
| 2003–2004 | 3  | 10    | Super League     | 36    | 15    | 7      | 14      | 61–62     | 52     | 9.202  |
| 2004–2005 | —  | 10    | Super League     | 18    | 6     | 5      | 7       | 24–28     | 20     | 8.587  |
| 2005–2006 | 1  | 16    | Promotion League | 30    | 21    | 5      | 4       | 82–32     | 68     | ??     |
| 2006–2007 | 7  | 18    | Challenge League | 34    | 15    | 8      | 11      | 63–51     | 51     | 2.356  |
| 2007–2008 | 8  | 18    | Challenge League | 34    | 12    | 10     | 12      | 55–46     | 46     | 1.488  |
| 2008–2009 | 13 | 16    | Challenge League | 30    | 7     | 10     | 13      | 31–46     | 31     | 2.427  |
| 2009–2010 | 4  | 16    | Challenge League | 30    | 14    | 10     | 6       | 49–37     | 52     | 3.585  |
| 2010–2011 | 2  | 16    | Challenge League | 30    | 19    | 5      | 6       | 75–27     | 62     | 6.026  |
| 2011–2012 | 4  | 10    | Super League     | 34    | 14    | 6      | 14      | 45–53     | 48     | 10.697 |
| 2012–2013 | 10 | 10    | Super League     | 36    | 6     | 8      | 22      | 32–62     | 26     | 6.666  |
| 2013–2014 | 5  | 10    | Challenge League | 36    | 18    | 7      | 11      | 49–48     | 61     | 3.013  |
| 2014–2015 | 2  | 10    | Challenge League | 36    | 20    | 7      | 9       | 51–40     | 67     | 4.123  |
| 2015–2016 | 1  | 16    | Promotion League | 30    | 20    | 6      | 4       | 61–26     | 66     | 1.522  |
| 2016–2017 | 3  | 10    | Challenge League | 36    | 18    | 8      | 10      | 55–43     | 62     | 2.445  |
| 2017–2018 | 3  | 10    | Challenge League | 36    | 17    | 11     | 8       | 56–38     | 62     | 2.206  |
| 2018–2019 | 1  | 10    | Challenge League | 36    | 24    | 7      | 5       | 90–37     | 79     | 4.327  |
| 2019–2020 | 4  | 10    | Super League     | 36    | 12    | 13     | 11      | 57–48     | 49     | 4.724  |
| 2020–2021 | 3  | 10    | Super League     | 36    | 14    | 8      | 14      | 45–56     | 50     | –      |
| 2021–2022 | 6  | 10    | Super League     | 36    | 12    | 8      | 16      | 50–66     | 44     | 6.902  |
| 2022–2023 | 2  | 10    | Super League     | 36    | 14    | 16     | 6       | 53–48     | 58     | 8.431  |

## Servette in Europa
Servette FC speelt sinds 1963 in diverse Europese competities. Hieronder staan de competities en in welke seizoenen de club deelnam:
- Champions League (4x)

1994/95, 1999/00, 2023/24, 2025/26
- Europacup I (5x)

1955/56, 1961/62, 1962/63, 1979/80, 1985/86
- Europa League (4x)

2012/13, 2020/21, 2023/24, 2025/26
- Conference League (4x)

2021/22, 2023/24, 2024/25, 2025/26
- Europacup II (6x)

1966/67, 1971/72, 1976/77, 1978/79, 1983/84, 1984/85
- UEFA Cup (11x)

1974/75, 1977/78, 1980/81, 1982/83, 1988/89, 1993/94, 1998/99, 1999/00, 2001/02, 2002/03, 2004/05
- Jaarbeursstedenbeker (4x)

1963/64, 1964/65, 1965/66, 1967/68

## Kampioensteams
- 1961 — Jacques Barlie, René Schneider, Raymond Maffiolo, Maurice Meylan, Péter Pázmándy, André Bosson, Lev Mantula, Jacques Fatton, Pierre-Maurice Georgy, Walter Heuri, Dezső Makay en Valer Nemeth. Trainer-coach: Jean Snella.
- 1962 — Jacques Barlie, René Schneider, Raymond Maffiolo, Maurice Meylan, Péter Pázmándy, Peter Rösch, André Bosson, Lev Mantula, Jacques Fatton, Pierre-Maurice Georgy, Walter Heuri, Dezső Makay, Rachid Mekhloufi, Valer Nemeth, Guiliano Robbiani en Rolf Wüthrich. Trainer-coach: Jean Snella.
- 1979 — Karl Engel, Jean-Claude Milani, Lucio Bizzini, Guy Dutoit, Gilbert Guyot, Gianfranco Seramondi, Jean-Yves Valentini, Marc Schnyder, Serge Trinchero, Claude Andrey, Umberto Barberis, Angelo Elia, Piet Hamberg, Yves Mauron, Franz Peterhans, Hans-Jörg Pfister en Hanspeter Weber. Trainer-coach: Péter Pázmándy.
- 1985 — Erich Burgener, Philippe De Choudens, Pascal Besnard, Guy Dutoit, Alain Geiger, Rainer Hasler, Jean-François Henry, Michel Renquin, Michel Decastel, Lucien Favre, Marc Schnyder, Umberto Barberis, Jean-Paul Brigger, Gilbert Castella, Laurent Jaccard en Robert Kok. Trainer-coach: Guy Mathez.
- 1994 — Marco Pascolo, Eddy Barea, Andy Egli, Michel Sauthier, Peter Schepull, Jean-Michel Aeby, Sébastien Barberis, Denis Duchosal, Boško Đurovski, Philippe Gerber, Håkan Mild, Christophe Ohrel, Gaetano Giallanza, Marco Grassi, Oliver Neuville en Sinval. Trainer-coach: Ilija Petković.
- 1999 — Fabien Margairaz, Eric Pédat, Eddy Barea, Juarez, Jean-Philippe Karlen, Stefan Wolf, Patrick Bühlmann, Emanuele Di Zenzo, Franck Durix, Patrick Eseosa, Sébastien Fournier, Luca Ippoliti, Johann Lonfat, Elvir Melunovic, Lantame Ouadja, Martin Petrov, Lionel Pizzinat, Tadjou Salou, Laurent Leroy, Alexandre Rey, Ermin Šiljak, Edwin Vurens en Roger Wagner. Trainer-coach: Gérard Castella.

## Bekende (oud-)spelers
- Sonny Anderson
- Lucien Favre
- Alexander Frei
- Christian Karembeu
- Heinz Hermann
- Edmond Kramer
- Severino Minelli
- Oliver Neuville
- Michel Renquin
- Alexandre Rey
- Adolphe Reymond
- Karl-Heinz Rummenigge
- Martin Petrov
- Philippe Senderos
- Ermin Šiljak

### Internationals
De navolgende Europese voetballers kwamen als speler van Servette FC Genève uit voor een vertegenwoordigend A-elftal. Tot op heden is Jacques Fatton degene met de meeste interlands achter zijn naam. Hij kwam als speler van Servette FC vlak na de Tweede Wereldoorlog in totaal 52 keer uit voor het Zwitserse nationale elftal.
| Naam                     | Van        | Tot        | Totaal | Nationaal elftal |
| ------------------------ | ---------- | ---------- | ------ | ---------------- |
| André Abegglen           | 13.03.1938 | 31.03.1940 | 15     | Zwitserland      |
| Georges Aeby             | 17.03.1936 | 16.11.1941 | 32     | Zwitserland      |
| Fréderic Amez-Droz       | 14.02.1968 | 14.02.1968 | 1      | Zwitserland      |
| Claude Andrey            | 07.04.1976 | 30.04.1980 | 8      | Zwitserland      |
| Jean-Paul Baierlé        | 03.04.1910 | 09.04.1910 | 2      | Zwitserland      |
| Edmond Bailly            | 17.04.1927 | 28.05.1928 | 7      | Zwitserland      |
| Max Baltensberger        | 15.04.1928 | 15.04.1928 | 1      | Zwitserland      |
| Urs Bamert               | 17.10.1987 | 16.12.1987 | 2      | Zwitserland      |
| Umberto Barberis         | 17.08.1976 | 02.06.1985 | 37     | Zwitserland      |
| Jacques Barlie           | 04.10.1964 | 14.02.1968 | 3      | Zwitserland      |
| Félix Bédouret           | 06.11.1921 | 28.05.1924 | 2      | Zwitserland      |
| André Belli              | 18.05.1947 | 20.06.1948 | 7      | Zwitserland      |
| Alfred Berger            | 06.03.1921 | 01.05.1921 | 3      | Zwitserland      |
| Lucio Bizzini            | 24.09.1975 | 27.08.1980 | 32     | Zwitserland      |
| Christophe Bonvin        | 24.08.1988 | 15.11.1989 | 5      | Zwitserland      |
| André Bosson             | 03.11.1963 | 24.09.1969 | 4      | Zwitserland      |
| Charles Bouvier          | 19.11.1922 | 23.03.1924 | 5      | Zwitserland      |
| Jean-Paul Brigger        | 09.03.1983 | 02.05.1985 | 19     | Zwitserland      |
| Roger Buchoux            | 09.03.1941 | 16.11.1941 | 2      | Zwitserland      |
| Patrick Bühlmann         | 18.11.1998 | 09.10.1999 | 8      | Zwitserland      |
| Erich Burgener           | 10.10.1981 | 12.03.1986 | 19     | Zwitserland      |
| Mario Cantaluppi         | 10.02.1997 | 11.10.1997 | 6      | Zwitserland      |
| Charles Casali           | 11.11.1956 | 11.11.1956 | 1      | Zwitserland      |
| Georges Chabanel         | 15.06.1930 | 15.06.1930 | 1      | Zwitserland      |
| Arnold Charpillod        | 17.06.1923 | 25.11.1923 | 3      | Zwitserland      |
| Alexandre Comisetti      | 15.08.2001 | 06.10.2001 | 4      | Zwitserland      |
| Charles Comte            | 31.01.1915 | 31.01.1915 | 1      | Zwitserland      |
| Gérald Coutaz            | 26.03.1980 | 30.04.1980 | 2      | Zwitserland      |
| André Daina              | 11.04.1965 | 02.05.1965 | 2      | Zwitserland      |
| Michel Decastel          | 27.10.1982 | 09.04.1986 | 19     | Zwitserland      |
| Michel Desbiolles        | 13.01.1963 | 16.04.1969 | 6      | Zwitserland      |
| Alfred Dessibourg        | 26.03.1922 | 11.06.1922 | 2      | Zwitserland      |
| Xavier Dietlin           | 29.01.1992 | 25.03.1992 | 2      | Zwitserland      |
| Walter Dietrich          | 23.03.1924 | 01.06.1925 | 13     | Zwitserland      |
| Igor Dobrovolskiy        | 03.06.1992 | 18.06.1992 | 4      | GOS              |
| Ivan Dreyfuss            | 08.03.1908 | 04.05.1913 | 6      | Zwitserland      |
| John Dubouchet           | 02.11.1930 | 02.11.1930 | 1      | Zwitserland      |
| Eduard Duriaux           | 31.01.1915 | 31.01.1915 | 1      | Zwitserland      |
| Boško Đurovski           | 23.03.1994 | 07.06.1995 | 7      | Macedonië        |
| Gilbert Dutoit           | 19.09.1954 | 10.05.1956 | 10     | Zwitserland      |
| Olivier Eggimann         | 03.04.1949 | 22.06.1952 | 18     | Zwitserland      |
| André Egli               | 16.08.1992 | 03.06.1994 | 9      | Zwitserland      |
| Angelo Elia              | 01.09.1981 | 24.03.1982 | 5      | Zwitserland      |
| Karl Engel               | 06.09.1978 | 18.12.1980 | 8      | Zwitserland      |
| John Eriksen             | 10.09.1986 | 17.06.1988 | 10     | Denemarken       |
| Norbert Eschmann         | 16.04.1958 | 26.05.1958 | 3      | Zwitserland      |
| André Facchinetti        | 04.06.1949 | 04.06.1949 | 1      | Zwitserland      |
| Jacques Fatton           | 11.05.1946 | 26.06.1954 | 52     | Zwitserland      |
| Lucien Favre             | 01.09.1981 | 20.09.1989 | 23     | Zwitserland      |
| Otto Fehlmann            | 05.05.1912 | 11.03.1923 | 19     | Zwitserland      |
| Jean Forestier           | 12.02.1905 | 12.02.1905 | 1      | Zwitserland      |
| Sébastien Fournier       | 06.09.1997 | 21.08.2002 | 27     | Zwitserland      |
| Alexander Frei           | 24.03.2001 | 16.10.2002 | 14     | Zwitserland      |
| Alain Geiger             | 27.10.1982 | 12.03.1986 | 32     | Zwitserland      |
| Bernard Genghini         | 10.09.1986 | 10.09.1986 | 1      | Frankrijk        |
| August Geser             | 12.12.1926 | 19.06.1930 | 9      | Zwitserland      |
| Marco Grassi             | 22.01.1994 | 26.06.1994 | 5      | Zwitserland      |
| André Grobéty            | 14.04.1957 | 26.05.1958 | 7      | Zwitserland      |
| Albert Guinchard         | 11.03.1934 | 20.04.1941 | 12     | Zwitserland      |
| Gilbert Guyot            | 02.11.1969 | 08.09.1976 | 20     | Zwitserland      |
| Marcel Henneberg         | 05.04.1908 | 25.05.1911 | 5      | Zwitserland      |
| Maurice Henneberg        | 26.03.1911 | 20.02.1912 | 6      | Zwitserland      |
| Heinz Hermann            | 21.08.1990 | 13.11.1991 | 15     | Zwitserland      |
| Philippe Hertig          | 16.12.1987 | 16.12.1987 | 1      | Zwitserland      |
| Walter Heuri             | 31.03.1963 | 31.03.1963 | 1      | Zwitserland      |
| Laurent Jaccard          | 30.11.1983 | 06.12.1983 | 3      | Zwitserland      |
| Alfred Jäck              | 29.11.1931 | 06.03.1932 | 4      | Zwitserland      |
| Willy Jäggi              | 06.11.1927 | 28.05.1928 | 6      | Zwitserland      |
| Sébastien Jeanneret      | 18.08.1999 | 16.08.2000 | 7      | Zwitserland      |
| Leopold Kielholz         | 19.11.1933 | 30.05.1935 | 12     | Zwitserland      |
| Alex Laube               | 03.12.1933 | 25.03.1934 | 3      | Zwitserland      |
| Albert Leiber            | 26.03.1922 | 15.06.1922 | 3      | Zwitserland      |
| Edmond Loichot           | 14.10.1934 | 14.10.1934 | 1      | Zwitserland      |
| Massimo Lombardo         | 12.02.2002 | 15.05.2002 | 3      | Zwitserland      |
| Johann Lonfat            | 18.11.1998 | 15.05.2002 | 11     | Zwitserland      |
| Ernst Lörtscher          | 11.03.1934 | 18.09.1938 | 21     | Zwitserland      |
| Raymond Maffiolo         | 03.11.1963 | 02.05.1965 | 7      | Zwitserland      |
| Mats Magnusson           | 11.09.1985 | 16.10.1985 | 3      | Zweden           |
| Karl Mangold             | 23.12.1917 | 23.12.1917 | 1      | Zwitserland      |
| Marcel Mauron            | 16.05.1959 | 16.05.1959 | 1      | Zwitserland      |
| Oskar Merkt              | 28.03.1920 | 15.06.1922 | 7      | Zwitserland      |
| Håkan Mild               | 24.02.1994 | 08.06.1995 | 15     | Zweden           |
| Severino Minelli         | 15.06.1930 | 19.06.1930 | 2      | Zwitserland      |
| Numa Monnard             | 12.11.1939 | 18.10.1942 | 8      | Zwitserland      |
| Kurt Müller              | 21.05.1975 | 30.10.1977 | 18     | Zwitserland      |
| Patrick Müller           | 22.04.1998 | 06.06.1998 | 2      | Zwitserland      |
| Václav Němeček           | 06.09.1995 | 26.06.1996 | 10     | Tsjechië         |
| André Neury              | 14.10.1951 | 10.10.1954 | 13     | Zwitserland      |
| Joseph Navarro           | 09.03.1913 | 09.03.1913 | 1      | Zwitserland      |
| Christophe Ohrel         | 16.08.1992 | 02.07.1994 | 22     | Zwitserland      |
| Robert Pache             | 06.11.1921 | 14.12.1924 | 15     | Zwitserland      |
| Eugène Parlier           | 28.12.1952 | 10.10.1954 | 9      | Zwitserland      |
| Marco Pascolo            | 29.01.1992 | 18.06.1996 | 40     | Zwitserland      |
| Raymond Passello         | 25.10.1925 | 27.05.1934 | 18     | Zwitserland      |
| Aldo Pastega             | 11.03.1956 | 14.04.1957 | 6      | Zwitserland      |
| Lucien Pasteur           | 10.11.1946 | 20.09.1952 | 8      | Zwitserland      |
| Edouard Pellarin         | 02.11.1913 | 02.11.1913 | 1      | Zwitserland      |
| Georges Perroud          | 15.10.1969 | 10.11.1971 | 9      | Zwitserland      |
| Martin Petrov            | 09.06.1999 | 06.06.2001 | 19     | Bulgarije        |
| Hans-Jörg Pfister        | 18.11.1973 | 08.09.1976 | 14     | Zwitserland      |
| Kurt Pichler             | 11.03.1923 | 28.05.1928 | 5      | Zwitserland      |
| Dan Potocianu            | 06.09.1997 | 06.09.1997 | 1      | Roemenië         |
| Tomas Ražanauskas        | 09.06.1999 | 09.06.1999 | 1      | Litouwen         |
| Marcel Renand            | 03.04.1910 | 26.03.1911 | 3      | Zwitserland      |
| Michel Renquin           | 29.02.1984 | 01.05.1985 | 6      | België           |
| Alexandre Rey            | 18.11.1998 | 15.11.2000 | 14     | Zwitserland      |
| Adolphe Reymond          | 23.03.1924 | 19.04.1925 | 11     | Zwitserland      |
| Louis Richard            | 19.11.1922 | 11.03.1923 | 3      | Zwitserland      |
| Peter Rösch              | 09.05.1962 | 09.05.1962 | 1      | Zwitserland      |
| Régis Rothenbühler       | 11.08.1993 | 08.09.1993 | 2      | Zwitserland      |
| Anton Rüesch             | 07.07.1946 | 07.07.1946 | 1      | Zwitserland      |
| Marco Schällibaum        | 17.10.1987 | 19.10.1988 | 10     | Zwitserland)     |
| Theo Schär               | 28.03.1926 | 28.03.1926 | 1      | Zwitserland      |
| Peter Schepull           | 21.08.1990 | 28.04.1992 | 15     | Zwitserland      |
| Jean-Claude Schindelholz | 15.04.1964 | 22.10.1966 | 12     | Zwitserland      |
| René Schneider           | 25.10.1959 | 11.11.1963 | 4      | Zwitserland      |
| Marc Schnyder            | 07.04.1976 | 27.08.1980 | 16     | Zwitserland      |
| Frank Séchehaye          | 06.12.1931 | 14.10.1934 | 21     | Zwitserland      |
| David Sesa               | 27.03.1996 | 06.06.1998 | 11     | Zwitserland      |
| Ermin Šiljak             | 05.02.1998 | 28.02.2001 | 12     | Slovenië         |
| Jean Tamini              | 10.11.1946 | 02.07.1950 | 20     | Zwitserland      |
| Léonard Thurre           | 19.02.2000 | 30.04.2003 | 8      | Zwitserland      |
| Serge Trinchero          | 07.09.1977 | 16.11.1977 | 4      | Zwitserland      |
| Kubilay Türkyilmaz       | 20.09.1989 | 17.10.1990 | 10     | Zwitserland      |
| Harutyun Vardanyan       | 06.09.2003 | 28.04.2004 | 3      | Armenië          |
| Genia Walaschek          | 19.09.1937 | 14.06.1943 | 25     | Zwitserland      |
| Ulrich Wegmann           | 22.06.1973 | 09.06.1974 | 5      | Zwitserland      |
| Stefan Wolf              | 02.09.1998 | 08.09.1999 | 7      | Zwitserland      |
| Rolf Wüthrich            | 29.10.1961 | 07.06.1962 | 5      | Zwitserland      |
| Charles Kunz             | 26.06.1955 | 10.05.1956 | 5      | Zwitserland      |
| Anton Schnyder           | 26.05.1965 | 26.05.1965 | 1      | Zwitserland      |
| Vincent Rüfli            | 15.11.2011 | 15.11.2011 | 1      | Zwitserland      |

## Trainer-coaches
- Karl Rappan (1931-1935)
- Fernand Jaccard (1943-1948)
- Karl Rappan (1948-1953)
- Albert Châtelain (1953-1954)
- Karl Rappan (1954-1957)
- Frank Séchehaye (1958-1959)
- Jean Snella (1959-1963)
- Lucien Leduc (1963-1966)
- Roger Vonlanthen (1966)
- Béla Guttmann (1966)
- Jenö Vincze (1967-1968)
- Jean Snella (1967-1971)
- Henry Gillet (1971)
- Jürgen Sundermann (1972-1976)
- Péter Pázmándy (1976–1982)
- Guy Mathez (1982-1985)
- Jean-Marc Guillou (1985-1986)
- Thierry de Choudens (1986-1987)
- Jean-Claude Donzé (1988-1989)
- Péter Pázmándy (1989–1990)
- Ruud Krol (1990)
- Gilbert Gress (1990-1991)
- Jean Thissen (1991)
- Bernard Mocellin (1991)
- Michel Renquin (1991-1993)
- Ilija Petkovic (1993-1995)
- Bernard Challandes (1995)
- Umberto Barberis (1995-1996)
- Vujadin Boskov (1996–1997)
- Gérard Castella (1997–1998)
- Bosko Djurovski (1999)
- René Exbrayat (1999)
- Lucien Favre (2000–2002)
- Roberto Morinini (2002–2003)
- Adrian Ursea (2003)
- Marco Schällibaum (2003–2005)
- Jean-Michel Aeby (2005–2007)
- Michel Sauthier (2008)
- Gérard Castella (2008–2009)
- William Niederhauser (2009)
- João Alves (2009–2011)
- João Carlos Pereira (2011–2012)
- João Alves (2012)
- Sébastien Fournier (2012–2013)
- Jean-Michel Aeby (2013–2014)
- Mario Cantaluppi (2014)
- Kevin Cooper (2014–2015)
- William Niederhauser / 
 Thierry Cotting (2015–2016)
- Anthony Braizat (2016)
- Meho Kodro (2016-2018)
- Bojan Dimic (2018)
- Alain Geiger (2018-)